# Schloss Ussé

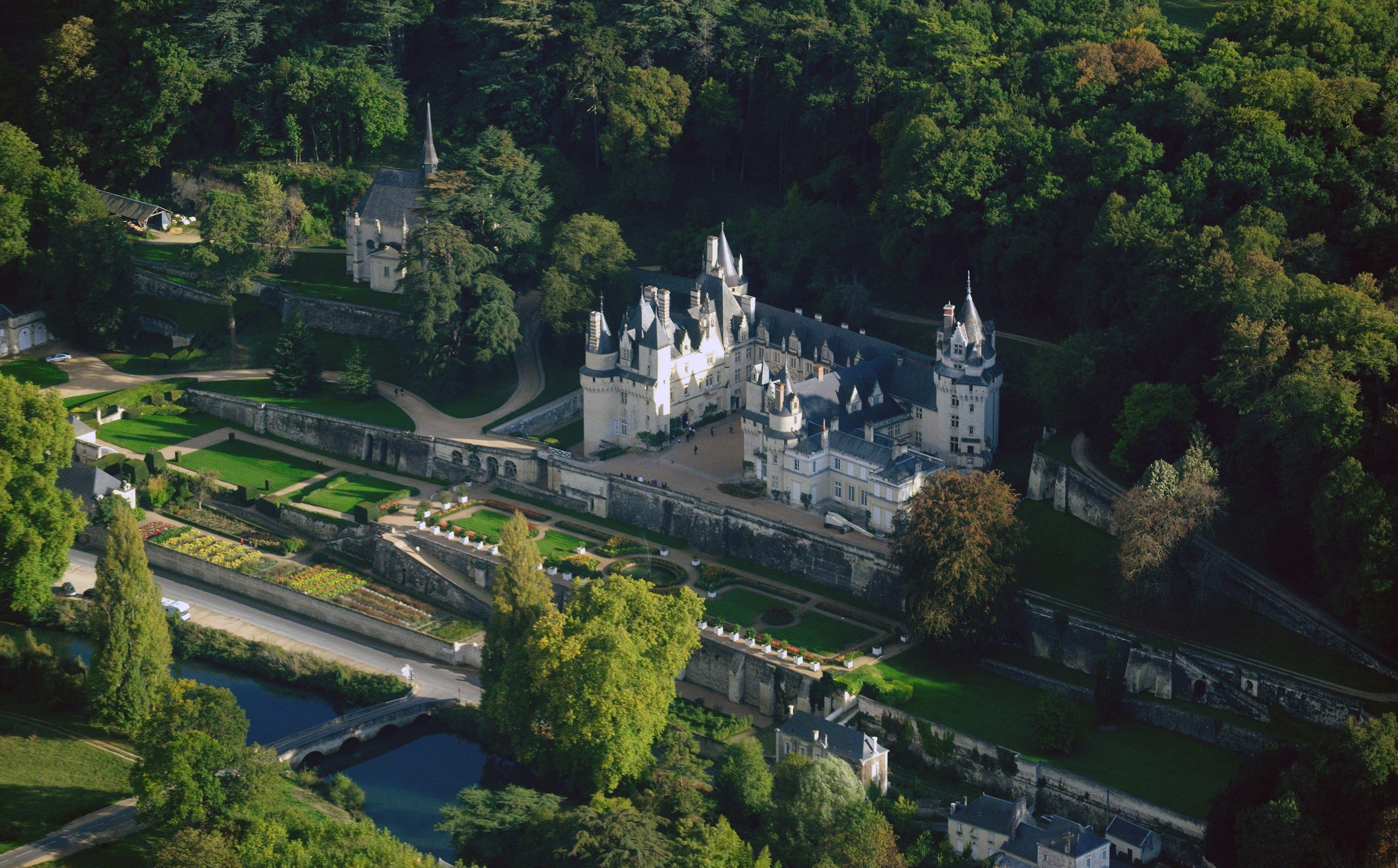
Luftbild der Schlossanlage

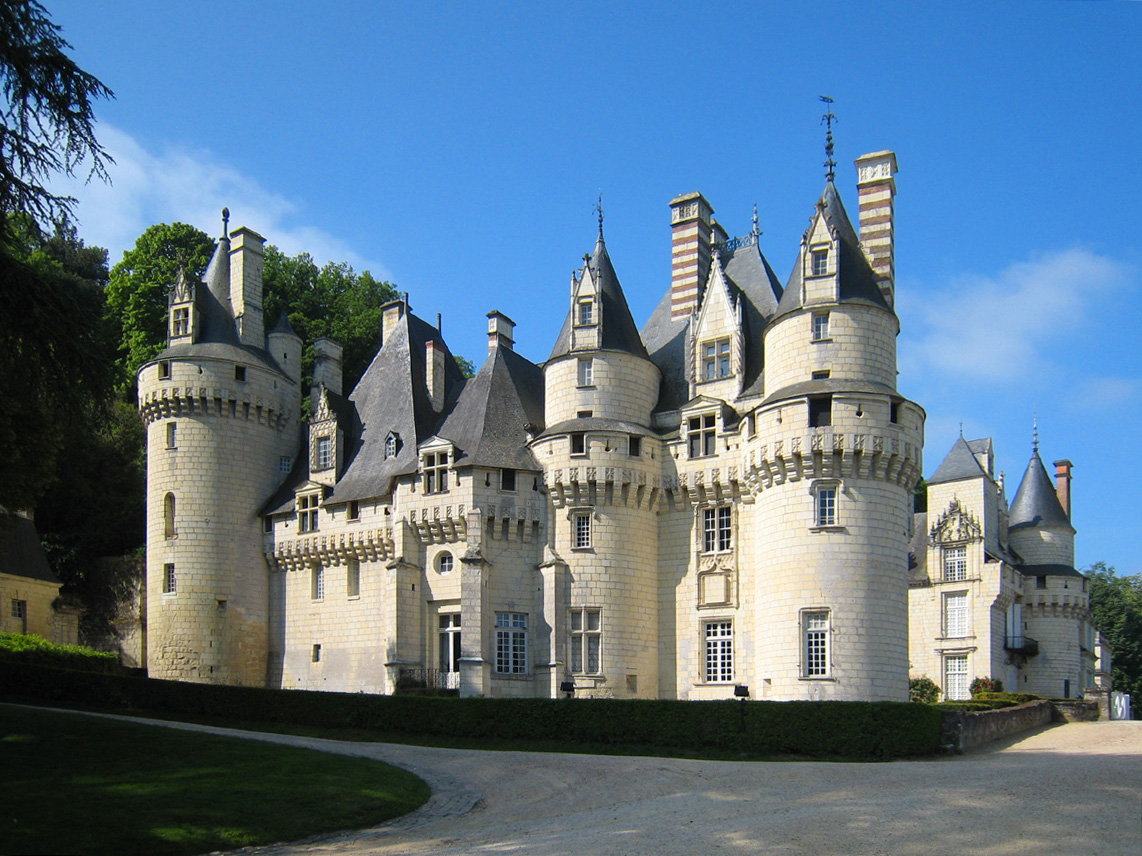
Ostseite des Schlosses

Das Schloss Ussé ist eine Schlossanlage in der französischen Ortschaft Rigny-Ussé etwa zehn Kilometer nord-östlich von Chinon am südlichen Ufer der Indre, einem Nebenfluss der Loire. Es gehört zu den bekanntesten der französischen Loireschlösser und ist ein beliebtes Ausflugsziel am Rand des Forstes von Chinon im Département Indre-et-Loire, Region Centre-Val de Loire. Es soll den französischen Schriftsteller Charles Perrault bei einem seiner Aufenthalte zu seiner Erzählung La belle au bois dormant (deutsch: Die schlafende Schöne im Wald), der französischen Version von Dornröschen, inspiriert haben.
Das heutige Schloss geht auf eine mittelalterliche Burg zurück, auf deren Fundamenten im 15. Jahrhundert eine neue Anlage erbaut und im 16. Jahrhundert erweitert wurde. Nach Veränderungen im 17. und 19. Jahrhundert präsentiert sich Schloss Ussé heute als Inbegriff eines romantischen Märchenschlosses. Es steht seit März 1927 als Monument historique unter Denkmalschutz. Die zur Anlage gehörige Kapelle wurde im April 1931 in die Denkmalliste aufgenommen. Ihr folgte im Januar 1951 der Schlosspark mitsamt seinem Orangeriegebäude.

## Geschichte

### Die Anfänge
Die heutige Anlage geht auf eine mittelalterliche Anlage zurück, die im Kontext der Auseinandersetzungen zwischen den zwei großen Grafschaften Anjou und Blois gegründet wurde. Ussé – im Laufe der Jahrhunderte auch Ucerum, Uceum, Uciacus und Uceium geschrieben – lag an der Grenze zwischen diesen beiden Territorien und war deshalb immer wieder umkämpft. Der Platz war jedoch schon in der Frühzeit besiedelt, was gallorömische Funde beweisen. Er nahm einen strategisch wichtigen Punkt ein, von dem aus sowohl die Straße nach Chinon als auch der Schiffsverkehr auf der Indre und der Loire kontrolliert werden konnten.
1004 war der 950 erstmals urkundlich erwähnte Guelduin I. (auch Gelduin, Gilduin, Geudouin und Geulduin geschrieben), der Teufel von Saumur genannt, Herr von Ussé. Er war ein treuer Vasall der Grafen von Blois Thibault le Tricheur sowie dessen Sohn Eudes I. und kämpfte für sie gegen ihren Widersacher Fulko Nerra, den Grafen von Anjou. Nachdem er die Burg Saumur im Kampf gegen Fulko verloren hatte, ließ er im Gegenzug die Burg in Ussé – damals noch eine Holzkonstruktion – weiter ausbauen und befestigen. Sein Sohn Guelduin II., der ab 1040 seinem Vater als Herr von Ussé folgte, ließ eine erste befestigte Anlage aus Stein errichten. Um 1350 heiratete Jeanne d’Ussé Briant IV. de Montéjean und brachte Ussé an ihren Mann.

### Eigentum der de Bueils und der d’Espinays
Im Jahr 1462 war der Admiral Jean V. de Bueil Burgherr von Ussé. Wie die Anlage in seinen Besitz kam, ist bisher nicht geklärt. Fest steht aber, dass er in jenem Jahr damit begann, auf den Fundamenten der alten Burg aus dem 11. Jahrhundert das heutige Schloss zu bauen. Seine Errichtung geschah somit zeitgleich zum Bau der Schlösser Chaumont, Langeais und Le Plessis-Bourré. Jeans Sohn Antoine heiratete 1461 Jeanne de Valois, Tochter des französischen Königs Karl VII. und seiner Mätresse Agnès Sorel. Er führte den Bau seines 1477 verstorbenen Vaters weiter fort und vollendete 1480 den Bergfried. Außerdem ließ er den heutigen Ostflügel errichten und ihn über einen Arkadengang mit dem westlich gelegenen Bergfried verbinden. Um 1500 wurde dieser zum Innenhof offene Gang zu einer zweigeschossigen Galerie aufgestockt, deren obere Etage geschlossen war. Darüber, wie zu jener Zeit das damalige Logis, der heutige Westflügel der Burg, ausgesehen hat, kann keine Aussage getroffen werden, denn es wurde in den nachfolgenden Jahrhunderten vollständig verändert. 1485 war der Bau der vierflügeligen Burg mit ihren runden Ecktürmen schon weit fortgeschritten, aber der Innenausbau noch nicht gänzlich beendet. In diesem noch unfertigen Zustand verkaufte der stark verschuldete Antoine de Bueil die Anlage im November 1485 an Jacques d’Espinay, dem aus bretonischem Adel stammenden Kammerherrn der Könige Ludwig XI. und Karl VIII. Als Enkel einer Visconti war er zudem weitläufig mit dem späteren König Ludwig XII. verwandt. Gemeinsam mit seinem Sohn Charles vollendete er den Ost-Flügel und ließ um 1515 bis 1525 den heutigen Westflügel der Anlage vollkommen erneuern. Als Jacques d’Espinay 1523 starb, erfüllte Charles seinem Vater einen per Testament niedergelegten Wunsch und ließ gemeinsam mit seiner Frau Lucrèce de Pons in der Zeit von 1523 bis 1535 eine Stiftskirche und heutige Schlosskapelle im Stil der frühen französischen Renaissance erbauen. Sie sollte als zukünftige Grablege seiner Familie dienen und wurde am 11. August 1538 geweiht. Damit einhergehend erfolgte im gleichen Jahr die Gründung eines aus sechs Kanonikern bestehenden Kollegiatstifts.
Nach Charles’ Tod 1535 wurde sein Sohn René Eigentümer des Schlosses. Um seine hohen Schulden tilgen zu können, veräußerte er die Anlage 1557 an Suzanne de Bourbon, Tochter Louis’ de Bourbon, des Fürsten von La Roche-sur-Yon, und Witwe von Claude de Rieux et de Rochefort, dem Grafen von Harcourt. Bei ihrem Tod vermachte sie es ihrer Tochter Louise, die 1554 René II. de Lorraine, marquis d’Elbeuf heiratete. Ihre gemeinsame Tochter Marie brachte das Schloss an Charles de Lorraine, duc d’Aumale, den sie 1578 heiratete. Durch die Erbin Anne kamen Seigneurie und Schloss 1618 an deren Ehemann Henri I. de Savoie, duc de Nemours, der durch Alphonse Henri de Montluc, marquis de Balagny als Eigentümer abgelöst wurde.

### Unter der Familie Bernin de Valentinay

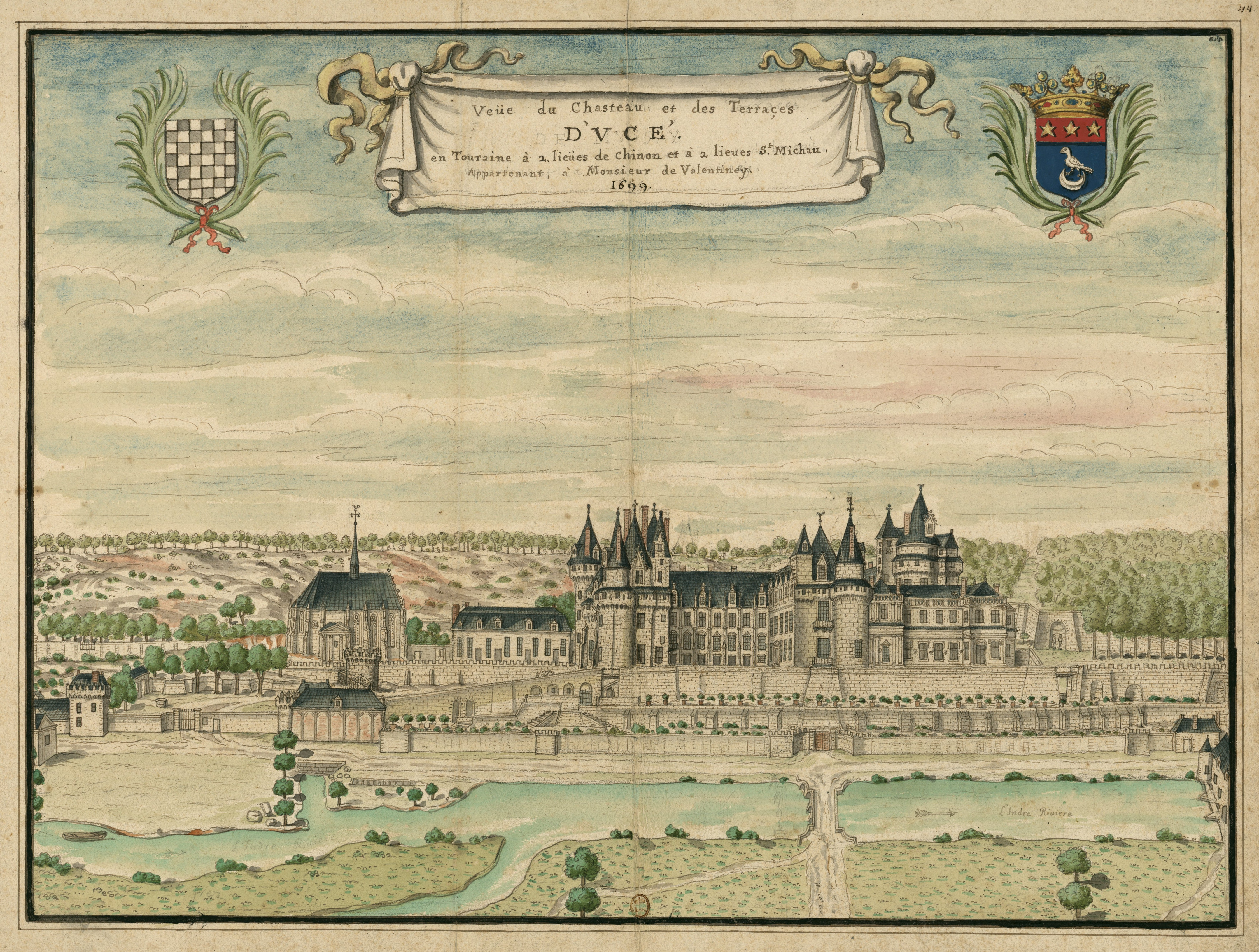
Schloss Ussé auf einer kolorierten Zeichnung von 1699

Im Jahr 1659 kaufte schließlich Thomas Bernin, marquis de Valentinay das Anwesen. Unter ihm und seinem Sohn Louis I. erfuhr die Schlossanlage grundlegende Veränderungen, die ihr das heutige Aussehen verliehen. Weil Thomas’ Enkel Louis II. de Bernin im Januar 1691 die jüngere Tochter des bekannten französischen Festungsbaumeisters Vaubans, Jeanne-Françoise, heiratete, wurden diesem oft die im 17. Jahrhundert vorgenommenen Umbauten zugeschrieben, doch entsprach dies nicht der Wahrheit. Zwar hielt sich Vauban mehrmals auf Schloss Ussé auf, aber für die Mehrheit der Veränderungen zeichnete wahrscheinlich der damalige Abt von Saint-Hilaire (Sankt-Hilarion), ein Vetter des Schlossbesitzers, verantwortlich. Zu den Umgestaltungen zählten die klassizistische Überformungen des Westflügels und der südlichen Galerie, das Vermauern des einstigen Haupteingangs an der Ostseite und seine Verlegung in den Ehrenhof. Um eine ungetrübte Aussicht auf das Tal der Loire genießen zu können, wurde unter Thomas oder Louis I. de Bernin zudem der Nordflügel des Schlosses abgerissen. Anstatt dessen ließ Louis I. anlässlich der Heirat seines Sohnes Louis II. gegen Ende des 17. Jahrhunderts am nördlichen Ende des Westflügels den sogenannten Pavillon erbauen. Die Arbeiten daran wurden 1699 beendet. Zudem waren bereits im Jahr 1664 nach Entwürfen André Le Nôtres terrassierte Barockgärten auf der Nordseite des Schlosses fertiggestellt und eine Orangerie worden. Die Stiftskirche wurde im Laufe der Jahre nicht derart stark verändert wie die Schlossgebäude, doch auch sie erfuhr während des 17. Jahrhunderts einen Veränderung: ihr wurde im Norden eine Seitenkapelle hinzugefügt.
Im April 1692 wurde Ussé zu einer Markgrafschaft (französisch marquisat) erhoben, verlor diesen Status jedoch bereits im September des gleichen Jahres wieder. Eine erneute und dieses Mal dauerhafte Erhebung zum Marquisat erfolgt erneut im Mai 1701 zugunsten Louis’ II. Bernin.

### Von 1780 bis heute

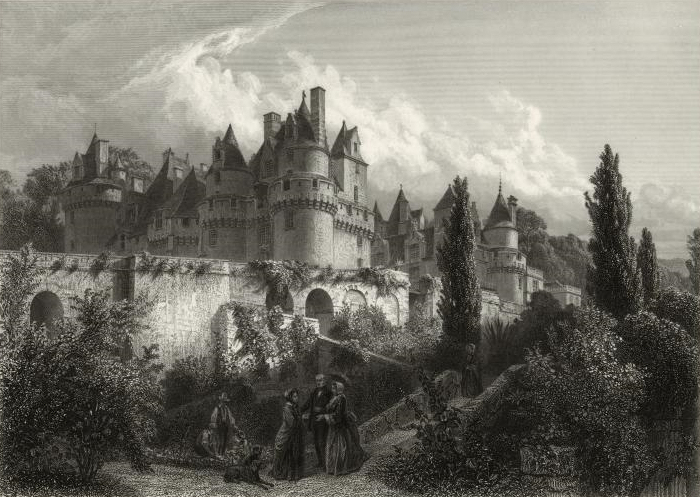
Stich des Schlosses Ussé, um 1856

Das Schloss blieb bis zum 19. Februar 1780 im Besitz der Bernins de Valentinay. Zu jenem Zeitpunkt erwarb es Jules Hercule Mériadec de Rohan, der Herzog von Montbazon. Da er aber hoch verschuldet war, ließen seine Gläubiger den Besitz für 902.000 Livres 1785 an einen Monsieur de Chalâbre verkaufen. Dessen Sohn Jean-Louis Roger de Chalâbre veräußerte die Schlossanlage 1807 an den Herzog von Duras, Amédée Bretagne Malo de Durfort. Dessen Erbtochter Félicie heiratete in zweiter Ehe den Grafen Auguste du Vergier de La Rochejaquelein und wurde deshalb kurz Comtesse de La Rochejaquelein genannt. Von 1838 bis 1883 war die Comtesse Eigentümerin des Schlosses und ließ während dieser Zeit zahlreiche Umbauten und Veränderungen im Stil der Neugotik vornehmen, zum Beispiel an der Hoffassade des Ostflügels. Bei ihrem Tod vererbte sie die Anlage ihrem Großneffen Graf Bertrand de Blacas. Seine Nachkommen sind noch heute Eigentümer des Schlosses und nutzen es als Wohnsitz, weshalb nur ein Teil der Gebäude von innen zu besichtigen ist.

## Beschreibung
Die Anlage besteht aus dem Schlossgebäude, einer östlich davon stehenden Kapelle, den ehemaligen Pferdeställen, in denen sich heute eine Kutschenausstellung befindet, samt einer Sattlerei sowie einem Orangeriegebäude in den Gartenanlagen.

### Schlossgebäude
Das Gebäudeensemble aus weißem Kalktuff, der in der dortigen Region gewonnen wurde, und seinen schiefergedeckten Dächern ist in seinem Grundriss heute etwa U-förmig. Sein Äußeres wirkt durch runde Ecktürme und einen umlaufenden, gedeckten Wehrgang sehr wehrhaft. Der vorkragenden Gang besitzt Maschikulis und ruht auf dreistufigen Konsolensteinen. Sein Inneres dient heute zur Präsentation von Szenen aus dem Märchen Dornröschen. Die hofseitigen Fassaden sind hingegen freundlicher gestaltet.
Mit seinem Dekor und architektonischen Details markiert das Schloss Ussé den Übergang vom Flamboyant zur Renaissance, wenngleich einige dekorative Bestandteile Zutaten des 19. Jahrhunderts sind.
Die Fassaden der einzelnen Bauten verdeutlichen sehr gut die unterschiedlichen Bauperioden: Während der Ostflügel die gotischen Merkmale des 15. Jahrhunderts zeigt, weisen die Fassaden des westlichen und südlichen Flügels Eigenschaften der Renaissance auf. Die Fassade des sogenannten Pavillons präsentiert sich indes in der Tradition des klassizistischen Barockstils.

#### Ostflügel

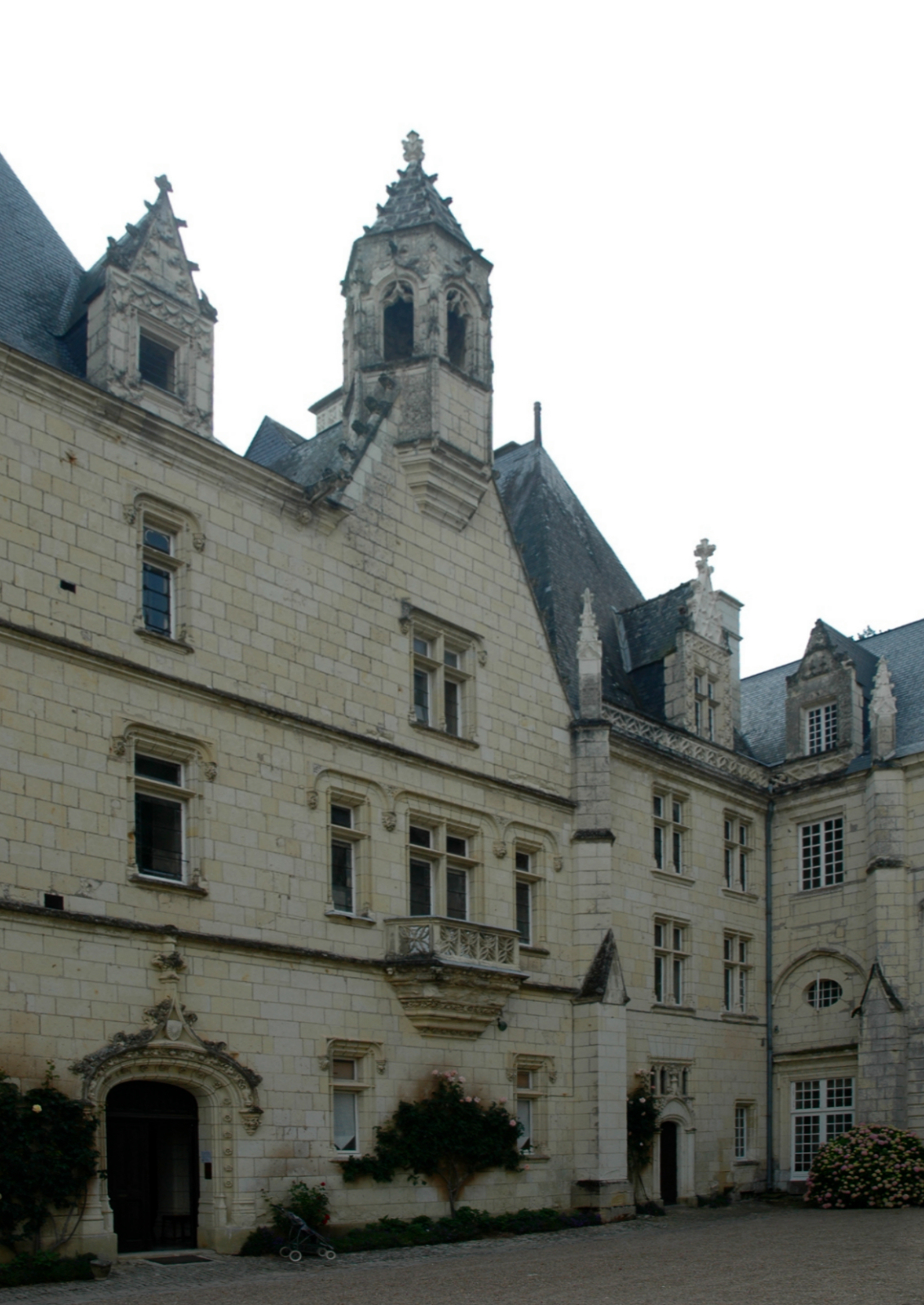
Der Ostflügel des Schlosses

Obwohl die hofseitige Fassade des Ostflügels gotisch wirkt, stammt die älteste Bausubstanz des Baus aus der Zeit der französischen Renaissance, zum Beispiel einige Kreuzstockfenster. Die architektonischen Bauteile im Stil des Flamboyants, wie die Verzierung der Fensterstürze oder der Balkon, resultieren aus Veränderungen während des 19. Jahrhunderts. Ein Stich aus dem Jahr 1855 beweist jedoch, dass die neugotischen Elemente in jenem Jahr noch nicht vorhanden waren. Ein kleiner hofseitiger Giebel wird von einer sechseckigen Laterne bekrönt, die früher als Glockenturm der sich im Ostflügel befindlichen Schlosskapelle diente.

#### Westflügel, Südflügel und Pavillon

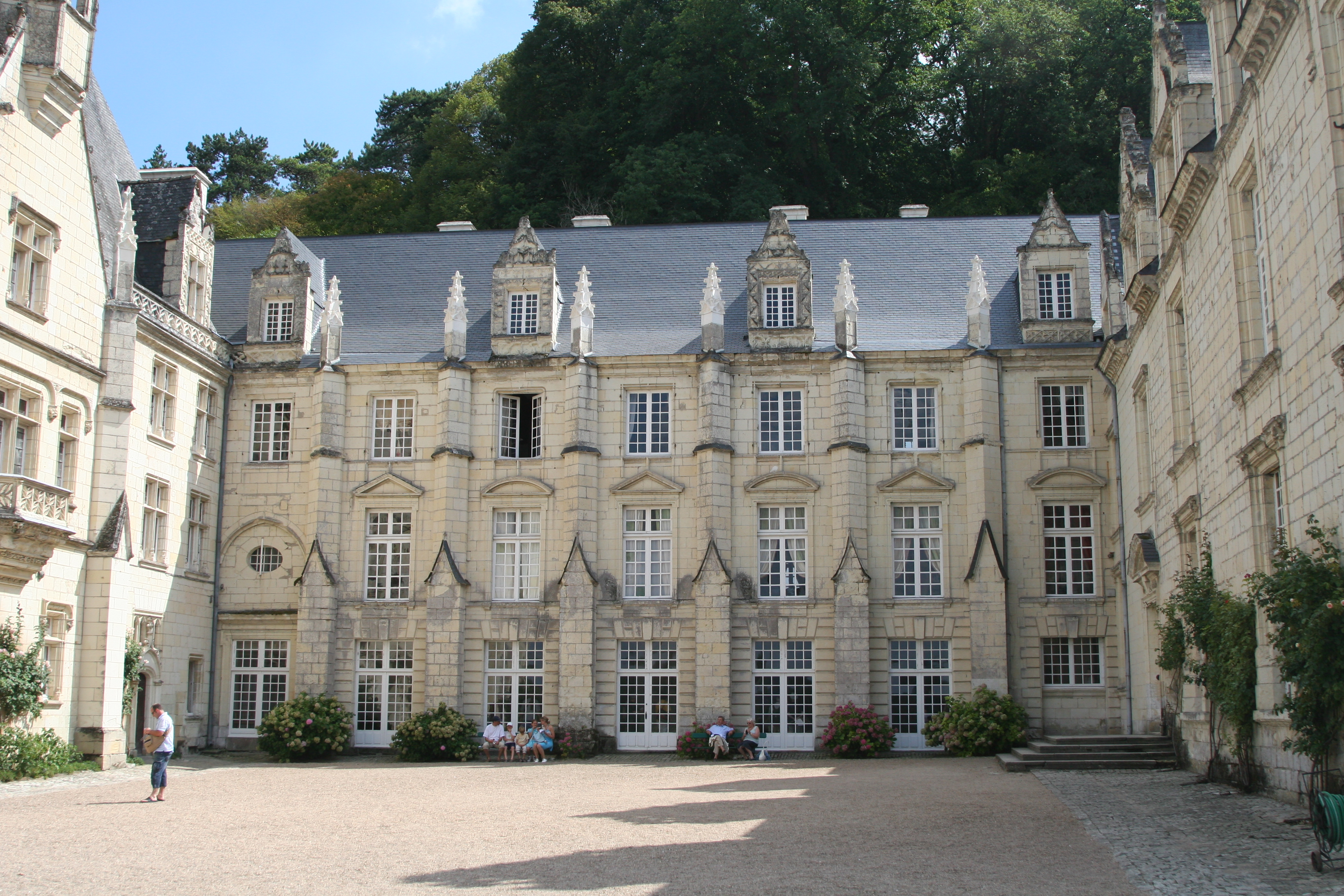
Der Südflügel des Schlosses

Die Fenster des Westflügels sind von Pilastern umrahmt, ebenso wie die aus dem ersten Viertel des 16. Jahrhunderts stammenden Lukarnen im Dachgeschoss. Deren Rundgiebel sind von kleinen Nischen bekrönt, die beidseitig von mehreren Strebebögen gestützt werden.
Der südliche Flügelbau, der den Ost- mit dem Westflügel verbindet, erwuchs aus einem zum Hof offenen Arkadengang, der erst zu einer zweigeschossigen Galerie aufgestockt und schließlich zu einem eigenständigen Flügel mit vier Etagen ausgebaut wurde. Seine Fassade ist durch Pfeiler gegliedert, die aufgesetzte Fialen besitzen. Diese Pfeiler sind im unteren Teil die gotischen Strebepfeiler der einstigen Arkade, an die sonst nur noch einer der insgesamt acht Rundbögen am Südost-Ende des Flügels erinnert. Die heutigen, großen Fenster gehen auf einem Umbau im 17. Jahrhundert zurück. Im ersten Geschoss werden sie abwechselnd von dreieckigen und Runden Ziergiebeln bekrönt.
Dem Westflügel schließt sich an seinem nördlichen Ende ein klassizistischer Bau an, der Pavillon genannt wird. Das zweigeschossige Gebäude besitzt ein Flachdach, das als Terrasse dient und von einer Brüstung mit Balustern umsäumt ist.

#### Bergfried
Der anfänglich frei stehende Bergfried ist der älteste Teil des Schlosses. Sein Tonnengewölbe im Erdgeschoss sowie seine Gesimse und Mauerverbände stammen aus dem späten 15. Jahrhundert. Der Turm steht auf den Resten der Vorgängeranlage des Schlosses und besitzt im vierten Geschoss einen Wehrgang mit Maschikulis.

### Schlosskapelle Notre Dame d’Ussé

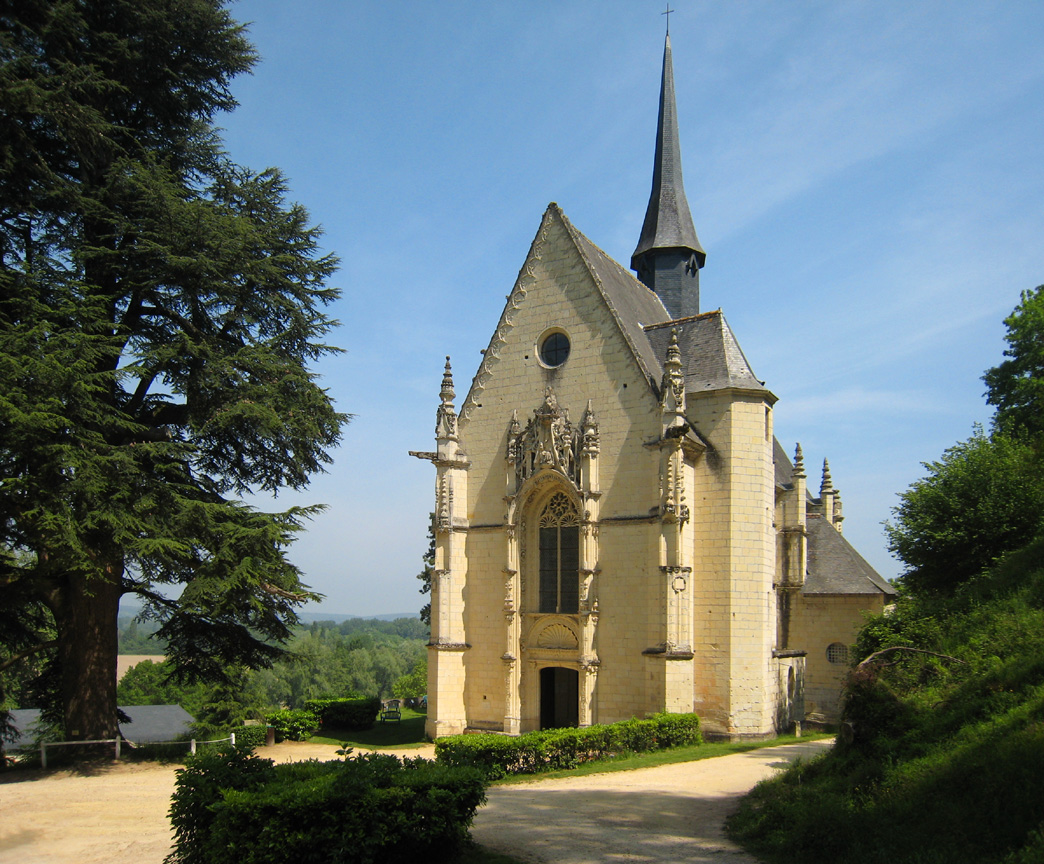
Schlosskapelle Notre Dame d’Ussé

Die Schlosskapelle ist der Heiligen Anna geweiht und war früher eine Kollegiatkirche. Viele der großen Loireschlösser aus dem 15. und 16. Jahrhundert verfügen über eine eigene Stiftskirche, die im Gegensatz zur eigentlichen Schlosskapelle, den Stiftsherren des vom Schlossbesitzer unterhaltenen Kapitels vorbehalten war. Das Kapellengebäude ist das Beispiele für sakrale Architektur im Übergang von der Gotik zur Renaissance, denn während ihr architektonischer Kern noch nach gotischen Prinzipien errichtet wurde, besitzt sie zugleich schon Dekor im Stil der Renaissance. Ihr hohes vierjochiges Schiff mit seinen sechsteiligen Spitzbogengewölben endet in einem fünfseitigen Chor.
Das niedrige Portal der Kapelle ist von einem rundbogigen Tympanon mit einer Muschel bekrönt, die während der Renaissance ein beliebtes Motiv war. Darüber befindet sich ein hohes, schmales Spitzbogenfenster mit Fensterrose, das durch eine schlanke Zwergsäule geteilt ist. Sein Gewände ist mit Arabesken und Medaillons verziert, die Apostelbildnisse zeigen. Es handelt sich bei ihnen um die ersten Beispiele von Medaillons mit vollplastische Büsten in Frankreich. An den Ecken der Portalseite stehen Strebepfeiler, die an ihren oberen Enden Kandelaberornamenten anstelle der sonst üblichen gotischen Fialen besitzen. Die Eckpfeiler weisen ebenso wie ein Relief am Türsturz des Kapellenportals die Initialen C und L auf. Diese wiederholen sich auch im Inneren der Kapelle und verweisen auf die beiden Bauherren Charles d’Espinay und seine Frau Lucrèce de Pons.
Der Skulpturenschmuck im Stil der Renaissance wiederholt sich im Inneren an der ebenfalls reich ornamentierten Sakristeitür. Neben einem Altar aus dem 18. Jahrhundert gehört auch ein Chorgestühl von etwa 1535 zur Innenausstattung. Es ist mit reichem Schnitzwerk in Form von Figuren sowie Arabesken versehen und stammt aus der Schule Jean Goujons. Weitere kunsthistorisch wertvollen Ausstattungsstücke sind ein toskanisches Triptychon aus dem 15. Jahrhundert und eine aus der Mitte des gleichen Jahrhunderts stammende Madonnenstatue in der südlichen Chorkapelle. Sie besteht aus glasierter Terrakotta – sogenannter Majolika – und wird Luca della Robbia zugeschrieben.

### Gärten und Park

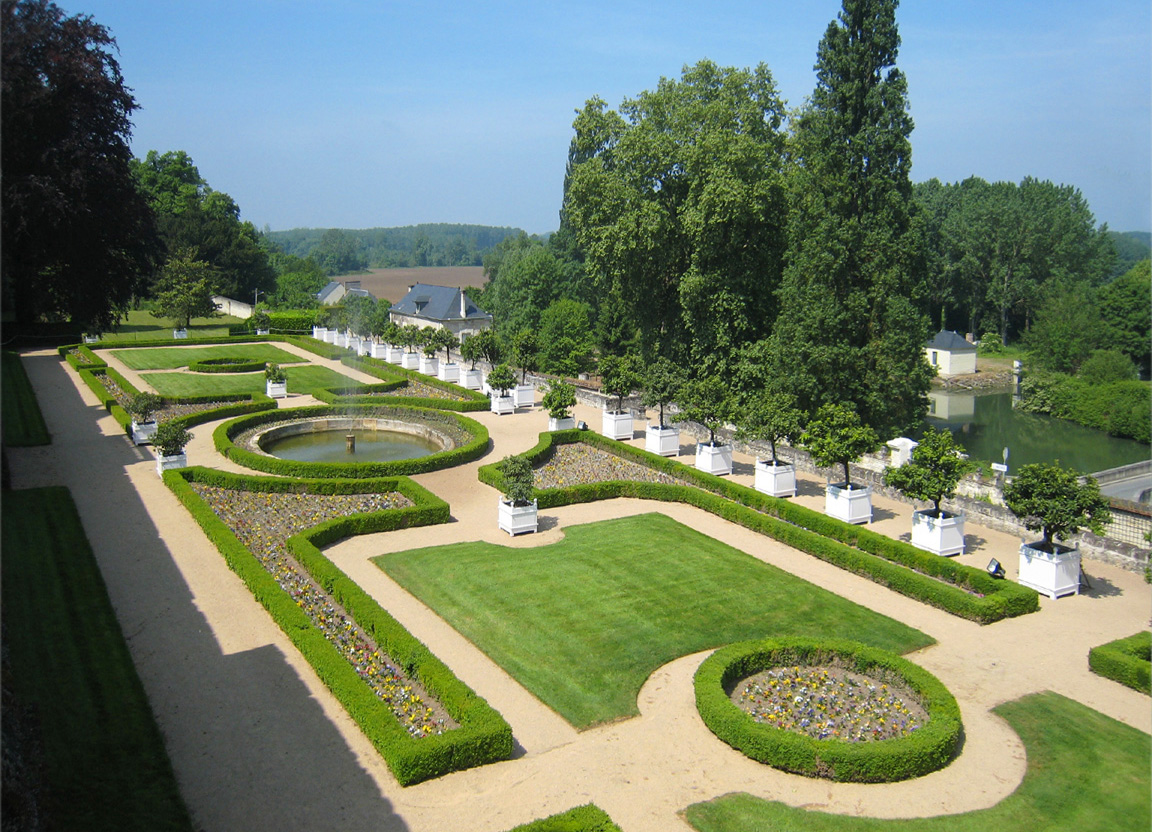
Barocker Schlossgarten

Das Schloss steht auf einer durch Terrassen gegliederten Anhöhe, die auch den formalen Teil des Schlossparks trägt. Obwohl die Terrassierung nicht nach Plänen Vaubans entstand, wird die große Terrasse mit dem Barockgarten traditionell Vauban-Terrasse genannt. Der französische Garten besteht aus zwei Rasenflächen, die um ein rundes Wasserbecken mit Springbrunnen angelegt sind. Sie sind von Blumenbeeten begrenzt, die von niedrigen Buchsbaumhecken umgeben werden. Außerdem stehen im Garten Orangenbäumchen, von denen einige aus der Zeit vor 1789 stammen und damit älter als 200 Jahre sind.
In der Nähe der Schlosskapelle stehen zwei Libanon-Zedern, die der Schriftsteller François-René de Chateaubriand 1808 seiner Gönnerin und damaligen Schlossherrin, Claire Lechat de Kersaint, zum Geschenk gemacht haben soll.

### Innenräume

#### Erdgeschoss
Neun Räume im Inneren des Schlosses dienen heute musealen Zwecken und stehen deshalb Besuchern offen. Neben alten Möbeln, einer Waffensammlung, alten Tapisserien und zahlreichen Gemälden sind in den Zimmern lebensgroße Puppen mit wertvoller authentischer Kleidung aus dem 18. und 19. Jahrhundert zu besichtigen.
Der Rundgang beginnt mit der Eingangshalle im Ostflügel. Sie stammt aus dem 15. Jahrhundert, wurde aber im 16. und 19. Jahrhundert verändert. Ihre hölzerne Wendeltreppe wurde erst unter der Comtesse de La Rochejaquelein eingebaut.

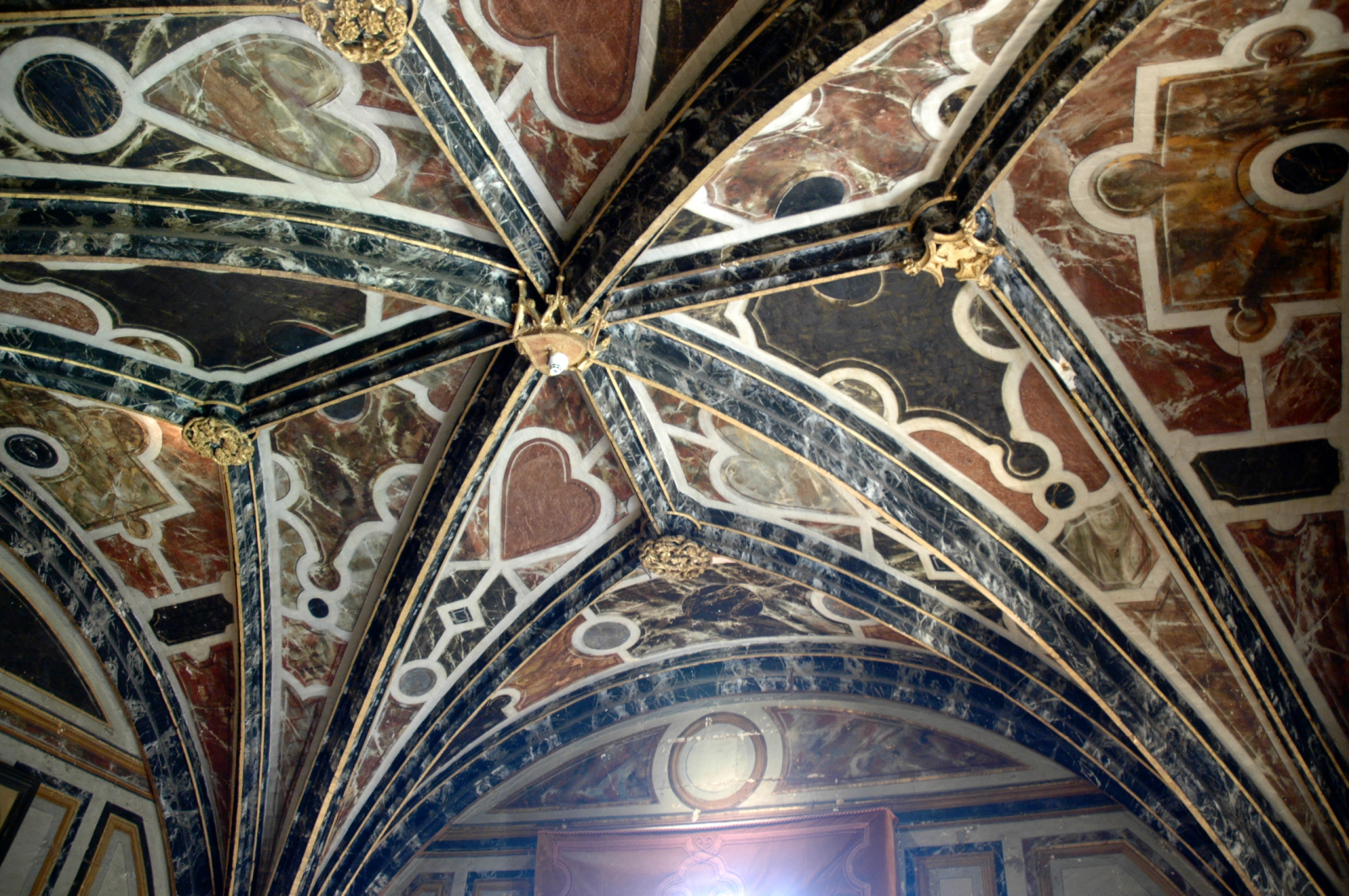
Decke mit Bemalung in Trompe-l’œil-Technik

Nördlich der Eingangshalle liegt der sogenannte Gardensaal (französisch: salle des gardes). Bei ihm handelt es sich um den ursprünglichen Eingangsbereich der spätmittelalterlichen Burganlage. Das ehemalige Portal in der Ostwand, zu dem früher eine Zugbrücke führte, ist heute durch ein Fenster ersetzt. Die Decke des Raums ist in Trompe-l’œil-Technik bemalt und stammt aus dem 17. Jahrhundert. Sie wirkt, als sei sie aus Marmor. Im Raum ist eine Sammlung orientalischer Waffen ausgestellt, die im 19. Jahrhundert durch den Grafen Stanislas de Blancas zusammengetragen wurde.
Südlich der Eingangshalle befindet sich die einstige Burgkapelle, die heute Salon Vauban genannt wird. Der Raum wird von dicken Strebepfeilern gestützt, und seine Apsis gehört zur ältesten noch erhaltenen Bausubstanz im Ostflügel. Zu besichtigen sind dort Brüsseler Tapisserien des 16. Jahrhunderts und Möbel vom Beginn des 18. Jahrhunderts im Stil des Régence. Das Zimmer wurde im Winter 1995 komplett restauriert.
Vom Salon Vauban gelangt man in die südlich davon befindliche einstige Schlossküche, die der älteste Raum des gesamten Schlosses ist und ein Tonnengewölbe als Decke besitzt. Dort ist eine aus Oudenaarde stammende flämische Tapisserie des 17. Jahrhunderts zu sehen. Ein geheimer Eingang führt zu unterirdischen Räumen, die in unsicheren Zeiten als Versteck genutzt wurden. Von dort führten heute eingestürzten Gänge in den Forst von Chinon.
Die Große Galerie (französisch grande galerie) nimmt das Erdgeschoss des gesamten Südflügels ein. Ihr Fußboden ist mit schwarzen und weißen Fliesen gekachelt, die Längswand mit Brüsseler Tapisserien aus dem 17. Jahrhundert behangen. Sie wurden nach Vorlagen des Malers David Teniers der Jüngere gefertigt. In ihrer Mitte steht die Kopie einer Büste Ludwigs XIV. aus Terrakotta. Das Original von Gian Lorenzo Bernini befindet sich im Schloss Versailles.
Von der Großen Galerie geht es in das Treppenhaus im Westflügel. Die Treppe mit ihrem schmiedeeisernen Geländer wurde im 17. Jahrhundert von François Mansart entworfen und ersetzte einen Aufgang in einem achteckigen Treppenturm, der sich früher in der südwestlichen Ecke des Innenhofs befand.
Dem Treppenhaus schließt sich nördlich das Esszimmer an. Nachdem es bis zum Sommer 2005 restauriert wurde, zeigt es nun eine Ausstattung im Geschmack des 18. Jahrhunderts.

#### Erstes Geschoss

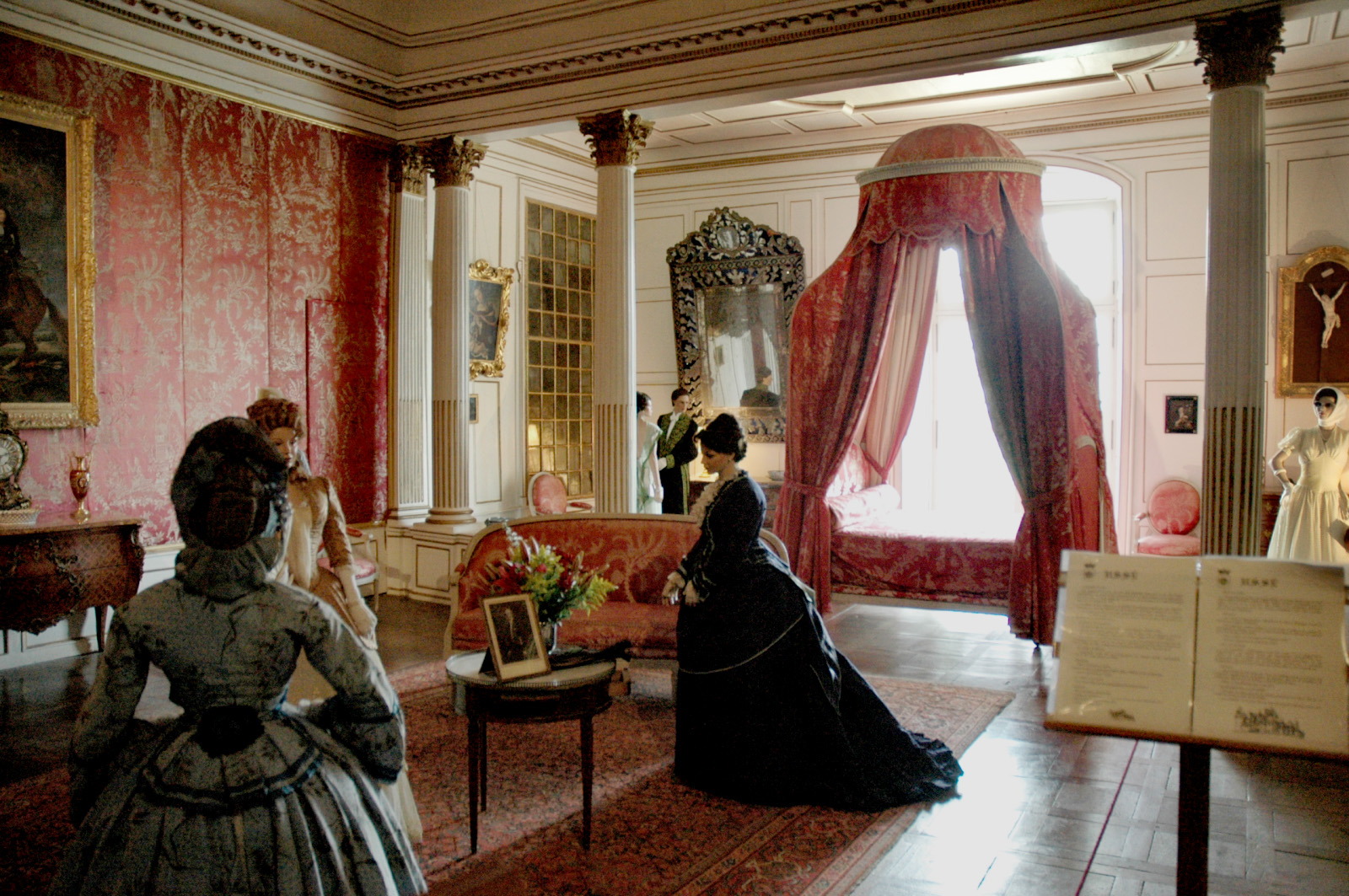
Das Schlafzimmer des Königs

Über das Treppenhaus gelangt der Besucher in das im 17. Jahrhundert gestalteten Vorzimmer (französisch: antichambre) zum königlichen Schlafzimmer (französische: chambre du Roi). Diese wurde eingerichtet, als sich Schloss Ussé im Eigentum des Herzogs von Rohan-Montbazon befand. Solche für den französischen Monarchen reservierte Schlafzimmer waren in den Schlössern der französischen Pairs üblich. Das Königszimmer Ussés wurde für Ludwig XIV. eingerichtet, doch der beehrte das Schloss nie mit einem Besuch, sodass der Raum niemals genutzt wurde. Ein Teil des Schlafzimmers ist durch sechs korinthische Säulen mit vergoldeten Kapitellen vom Rest des Raumes abgetrennt. Der Bodenbelag des Raumes besteht aus Eichenparkett, während seine Wände mit Stofftapeten aus roter Seide bespannt sind. Sie stammen aus Werkstätten in Tours und zeigen chinesische Motive, die im 18. Jahrhundert in Mode gekommen waren. Der gleiche Stoff wurde das Prunkbett im Louis-seize-Stil genutzt, das der Blickfang des Zimmers ist. Die Form des Baldachins nach polnischer Art (französisch: à la polonaise) wurde in Gedenken an die französische Königin Maria Leszczyńska gewählt, die polnischer Abstammung war.

## Heimstatt und Inspiration von Dichtern und Schriftstellern
Im vieltürmigen Schloss, das seit dem 19. Jahrhundert in Frankreich als Inbegriff eines „romantischen, mittelalterlichen Märchenschlosses“ gilt, hielten sich im Laufe seiner Geschichte diverse berühmte Poeten und Schriftsteller auf. So soll sich der Märchensammler Charles Perrault, ein Freund der Familie Bernin de Valentinay, während eines Besuchs in Ussé von dem Schloss zu seiner französischen Version des Dornröschen-Märchens inspiriert haben lassen.
Zu Jeanne-Françoise Le Prestre de Vaubans Gästen zählten zum Beispiel Jean-Baptiste Rousseau und Antoinette-Thérèse Deshoulières. Ihre Schwiegertochter Anne Théodore de Carvoisin tat es ihr gleich und lud Voltaire zu sich ein, sodass er sich einige Zeit im Schloss aufhielt. Von Dezember 1722 bis Februar 1723 verfasste er dort einen Teil seines Werks La Henriade. Claire de Duras, Ehefrau von Amedée de Durfort, setzte die literarische Tradition fort, während sie von 1807 bis 1813 auf Schloss Ussé lebte. Sie schrieb dort die beiden Romane Ourika und Edouard und wurde nach ihrem Tod in der Schlosskapelle beigesetzt.
Ein weiterer bekannter Autor, der zeitweise auf Schloss Ussé weilte, war François-René de Chateaubriand. In der Ehefrau Amedée Bretagne Malos de Durfort, Claire Lechat de Kersaint, fand er eine innige Bewunderin, die ihn mehrfach nach Ussé einlud. Er arbeitete dort an seinen Mémoires d'outre-tombe (deutsch: Denkwürdigkeiten nach dem Tode).